# Accident ferroviaire de Choisy-le-Roi
L’accident ferroviaire de Choisy-le-Roi se déroule le 20 décembre 2009, lorsqu'un train de la ligne C du RER heurte des blocs de béton ayant été précipités sur la voie lors d'un accident de voiture, et déraille, faisant 36 blessés parmi les voyageurs.
Une enquête a été réalisée par le bureau d'enquêtes sur les accidents de transport terrestre (BEA-TT) pour déterminer les causes de l'accident, et faire des propositions pour éviter que des événements similaires se reproduisent.

## Description du train
Le train numéro 145867 était formé de deux éléments Z 20900. Il assurait une mission DEBA à destination de Dourdan : cette mission est notamment sans arrêt intermédiaire entre les gares de Bibliothèque François-Mitterrand et de Juvisy.

## Déroulement de l'accident
Le train quitte la gare des Invalides à 20 h 18. 
Vers 20 h 35, quelques instants avant l'arrivée de la rame à hauteur de la gare de Choisy-le-Roi, une automobile circulant sur le quai Jules-Guesde en direction du sud, à l'endroit où la route franchit un pont passant au-dessus des voies, vient heurter des protections en béton qui tombent alors sur la voie. 
Le train arrive quelques instants plus tard à 20 h 36 à la vitesse de 118 km/h, les heurte, et déraille, sans toutefois se coucher. Trente-six voyageurs sont blessés, dont deux sont par la suite hospitalisés, une partie de la rame de tête est fortement endommagée (dont la motrice numérotée Z 20967), la voie ferrée est déformée, et des équipements d'alimentation et de signalisation ferroviaire sont détruits sur plusieurs centaines de mètres (une potence de signalisation, et 1 200 m de caténaire sur les quatre voies de circulation, soit au total près de cinq kilomètres de caténaire). 
Selon les sources policières, le conducteur de l'automobile à l'origine de l'accident n'était pas assuré, avait une alcoolémie de 1,18 g par litre de sang et des traces de cocaïne.

## Suites de l'accident
L'endommagement et la destruction d'infrastructures ferroviaires par le train ayant heurté les protections tombées sur la voie ont causé une interruption totale de la circulation des trains sur les quatre voies entre les gares de Paris-Austerlitz et Juvisy, durant les journées des lundi 21 et mardi 22 décembre 2009, provoquant de très nombreux retards et annulations de trains en cette période de grands départs pour les fêtes de fin d'année. Près de 300 cheminots ont travaillé jour et nuit pour réparer les installations.
Cet accident a succédé également aux problèmes matériels et aux dérangements d'installations provoqués par les conditions climatiques très difficiles ayant eu lieu ce même week-end.

## Procès
L'automobiliste responsable de la chute des blocs de béton a d'abord effectué quatre mois de prison préventive à Fresnes. Lors du procès  en mars 2013, le tribunal n'a pas retenu les charges concernant l'alcoolémie. Il a été condamné à huit mois de prison ferme, plus dix mois avec sursis.